# リッチフィールド (企業)
株式会社リッチフィールドとは、かつて存在した「貿易・物流」「MR・治験」分野に特化した伊藤忠グループの人材派遣会社である。本社を東京都中央区に置き、親会社はキャプラン株式会社。貿易・物流に特化した派遣会社としては、業界トップクラスの伝統と実績を誇る。

## 概要
代表者　代表取締役社長　緒方信次

### 沿革
- 1980年5月
  - 株式会社リッチフィールド 設立（東京都中央区）
  - 本社・大阪支店を開設 貿易及び輸出入船積代行業務を開始
- 1986年7月
  - 特定労働者派遣事業 届出 貿易・物流業務の人材派遣業務を開始
- 1991年12月 
  - 京葉支店 設立（千葉県船橋市）
  - 機械・電子機器の設計開発及び技術者の人材派遣事業を開始
- 1996年1月
  - 本社 移転（現住所ビル 2階）
- 1996年3月
  - 大阪支店 移転（現住所ビル 2階）
- 2000年3月
  - 本社 移転（現住所ビル 7階）　京葉支店を本社同ビル内に移転し、東京支社に改組
- 2000年10月
  - 有料職業紹介事業許可 取得
- 2001年3月　
  - MR紹介・受託業務を開始
- 2001年10月 
  - 医薬情報担当者教育システム 認定取得
- 2002年7月 
  - 医薬情報担当者教育施設 認定取得
- 2004年4月
  - 名古屋支店を開設
- 2004年10月 
  - 治験紹介・派遣業務開始
- 2006年3月  
  - 東京支社を本社に統合
- 2006年5月  
  - 増資、新資本金1億円とする
- 2006年7月  
  - テクノロジー本部を会社分割
- 2008年1月
  - キャプラン株式会社と合併

## 事業内容
- 人材派遣・紹介業務
- 貿易・物流・MR・治験関連の業務受託
- 貿易・物流・MR・治験関連の研修受託
- 輸出入代行業務